# Platja del Pont d'en Botifarreta
La platja del Pont d'en Botifarreta és una platja urbana del municipi de Badalona (Barcelonès) situada al barri de Casagemes. Limita al nord-est amb la riera de Canyadó, que la separa de la platja del Cristall, i al sud-oest amb la riera de Matamoros, que la separa de la platja dels Pescadors. Té una longitud de 620 m i una amplada mitjana de 35 m, de sorra de gra mitjà, el pendent d'entrada al mar és una mica pronunciat, i el fons marí, de sorra. Disposa de lloc de socors, lloc de vigilància policial, guinguetes, lavabos, dutxes i punt informatiu.
El nom prové d'un antic pont ferroviari, el Pont d'en Botifarreta, que passava per sobre del torrent de Can Solei.
És una de les platges més animades i concorregudes de Badalona. Durant la Festa Major de Badalona hi tenen lloc diferents actes, com concerts o focs artificials.
A la platja hi ha el Club Nàutic Bétulo, on s'organitzen un gran nombre d'activitats relacionades amb la vela, el rem, la motonàutica i el submarinisme. També hi havia la discoteca Titus, que havia estat un punt de referència de la vida social de la ciutat durant 100 anys, i va ser enderrocada el 2000 per la Llei de costes.
Els temporals provoquen la pèrdua de sorra, fent aparèixer restes d'estructures d'antigues construccions, que el Ministerio para la Transición Ecológica y el Reto Demográfico s'encarrega de retirar.